# Вереино
Вереино —  деревня в Пермском крае России. Входит в Чусовской городской округ.

## Географическое положение
Деревня расположена в центральной части округа на левом берегу реки Чусовая на расстоянии примерно 23 километра по прямой на юго-запад от города Чусовой.

## История
Известна с 1623—1624 годов как деревня Верейная. Какое-то время была селом с 1855 года. 
С 2004 до 2019 года деревня входила в Сёльское сельское поселение Чусовского муниципального района.

## Население
Постоянное население деревни составляло 288 человек в 2002 году (90 % русские), 228 человек в 2010 году.

## Климат
Климат умеренно континентальный. Среднегодовая температура воздуха колеблется около 0 градусов, среднемесячная температура января — −16 °C, июля — +17 °C, заморозки отмечаются в мае и сентябре. Высота снежного покрова достигает 80 см. Продолжительность залегания снежного покрова 170 дней. Продолжительность вегетационного периода 118 дней. В течение года выпадает 500—700 мм осадков.